# Michel Evéquoz
Michel Evéquoz (8 de noviembre de 1923-10 de julio de 2015) fue un deportista suizo que compitió en esgrima, especialista en la modalidad de espada. Ganó una medalla de bronce en el Campeonato Mundial de Esgrima de 1953 en la prueba por equipos.

## Palmarés internacional
| Campeonato Mundial | Campeonato Mundial | Campeonato Mundial | Campeonato Mundial |
| Año                | Lugar              | Medalla            | Prueba             |
| ------------------ | ------------------ | ------------------ | ------------------ |
| 1953               | Bruselas (Bélgica) | Medalla de bronce  | Espada por equipos |